# Kazimierz Świątek

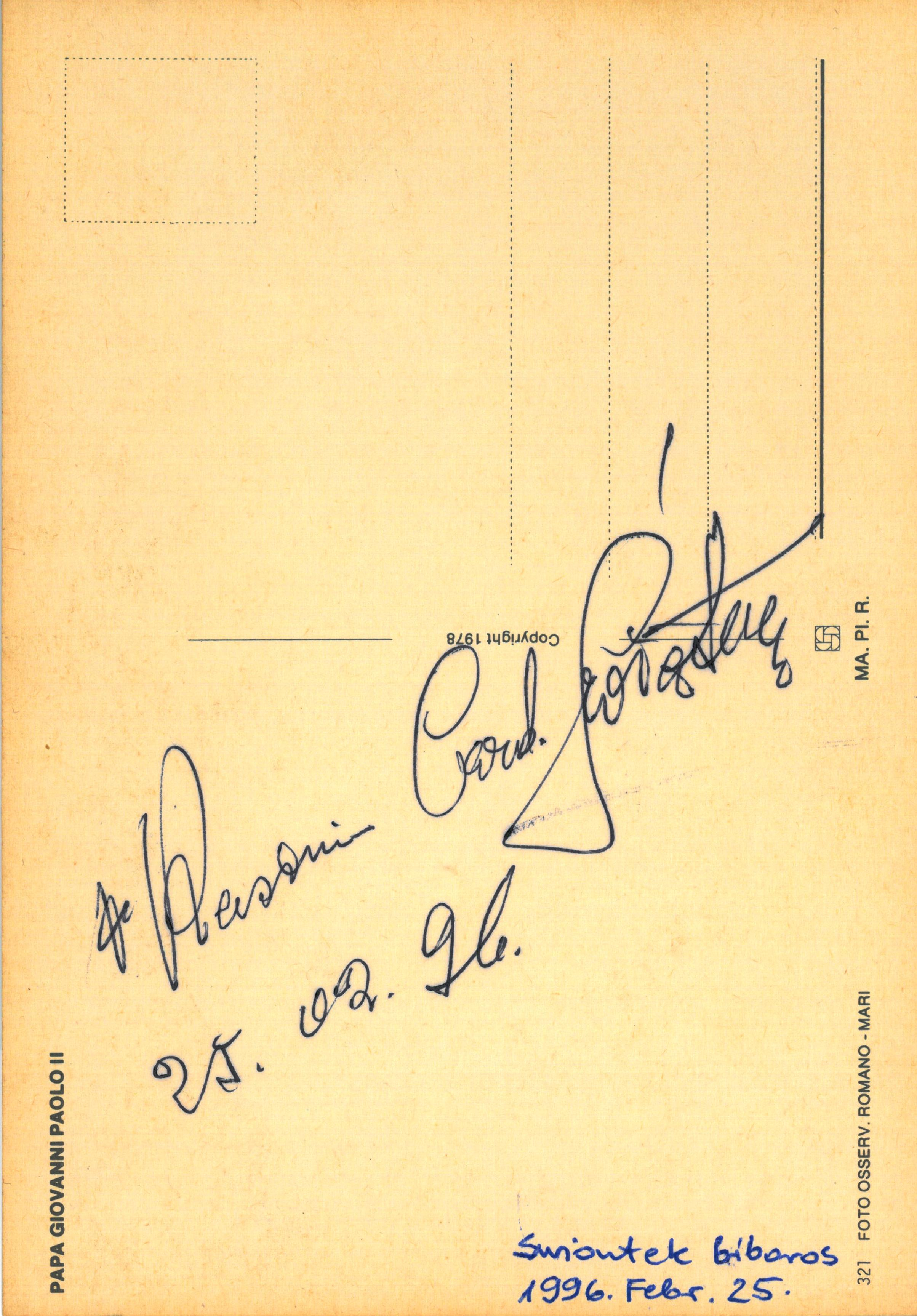
Firma del cardinale Świątek

Kazimierz Świątek (in bielorusso: Казімір Свёнтэк; Valga, 21 ottobre 1914 – Pinsk, 21 luglio 2011) è stato un cardinale e arcivescovo cattolico bielorusso.

## Biografia
Nacque in Estonia da una famiglia di immigrati polacchi. Nel 1917, a tre anni, fu deportato in Siberia con la madre, un fratello e una sorella. Rimasero in Siberia fino al 1922. Suo padre intanto morì nel 1920 nella Guerra sovietico-polacca, difendendo Vilnius dai bolscevichi. Dal 1922 Kazimierz visse con la madre a Baranowicze, in Polonia, dove frequentò le scuole e terminò il liceo nel 1932. Entrò allora nel seminario di Pinsk che allora era in Polonia.
Venne ordinato sacerdote a Pinsk l'8 aprile 1939, pochi mesi prima che le l'Armata rossa invadesse la Polonia orientale. Fu incaricato di svolgere il servizio di cappellano militare per l'esercito polacco. Il 21 aprile 1941 fu arrestato e incarcerato a Brėst. In due mesi fu interrogato cinquantanove volte e fu quindi condannato a morte. Il 21 giugno fu liberato dalla popolazione locale nel corso dei disordini per l'arrivo dei tedeschi. Allora volle tornare a piedi verso la sua parrocchia, che trovò occupata dalla Gestapo.
Nel 1944, quando incombeva l'offensiva sovietica, volle restare a fianco dei suoi parrocchiani. Il 17 dicembre di quello stesso anno fu nuovamente arrestato e incarcerato a Minsk. Il 21 giugno 1945 fu condannato a dieci anni di lavori forzati in Siberia e nel settembre fu deportato al gulag di Marvinsk, dove rimase due anni. I carcerieri notarono la sua capacità di resistere al freddo e perciò il 3 dicembre 1947 fu inviato al gulag di Vorkuta, oltre il Circolo polare artico, dove il freddo era più intenso e il cibo più scarso.
Il 16 giugno 1954 fu liberato. Fu parroco della cattedrale di Pinsk dal 1º dicembre di quell'anno fino all'11 aprile 1989, quando divenne vicario generale della diocesi. Il 29 ottobre 1990 fu ricevuto in udienza da papa Giovanni Paolo II, che lo chiamò l'«uomo della leggenda».
Giovanni Paolo II lo nominò arcivescovo di Minsk-Mahilëŭ ed amministratore apostolico della diocesi di Pinsk il 13 aprile 1991. Ricevette la consacrazione episcopale a Pinsk il 21 maggio 1991 dal vescovo Tadeusz Kondrusiewicz che, alcuni anni dopo, gli succedette come arcivescovo di Minsk-Mahilëŭ.
Papa Giovanni Paolo II lo innalzò alla dignità cardinalizia nel concistoro del 26 novembre 1994 conferendogli il titolo di San Gerardo Maiella.
Fu presidente della Conferenza Episcopale Bielorussa dal 1999 al 2006.
Divenne arcivescovo emerito il 14 giugno 2006, all'età eccezionale di 91 anni, continuando a mantenere l'amministrazione di Pinsk.
Il 19 maggio 2010 si provocò accidentalmente la frattura di una gamba e l'8 marzo 2011 fu colpito da una nuova frattura. Il 7 aprile successivo fu necessario un intervento chirurgico: da allora entrò in uno stato comatoso di incoscienza, a seguito del quale morì il 21 luglio. Al momento della morte era il secondo cardinale più anziano. Il 25 luglio successivo fu sepolto nella cripta della cattedrale di Pinsk, la cui diocesi aveva continuato a governare fino al coma.

## Genealogia episcopale e successione apostolica
La genealogia episcopale è:
- Cardinale Scipione Rebiba
- Cardinale Giulio Antonio Santori
- Cardinale Girolamo Bernerio, O.P.
- Arcivescovo Galeazzo Sanvitale
- Cardinale Ludovico Ludovisi
- Cardinale Luigi Caetani
- Cardinale Ulderico Carpegna
- Cardinale Paluzzo Paluzzi Altieri degli Albertoni
- Papa Benedetto XIII
- Papa Benedetto XIV
- Papa Clemente XIII
- Cardinale Enrico Benedetto Stuart
- Papa Leone XII
- Cardinale Chiarissimo Falconieri Mellini
- Cardinale Camillo Di Pietro
- Cardinale Mieczysław Halka Ledóchowski
- Cardinale Jan Maurycy Paweł Puzyna de Kosielsko
- Arcivescovo Józef Bilczewski
- Arcivescovo Bolesław Twardowski
- Arcivescovo Eugeniusz Baziak
- Papa Giovanni Paolo II
- Arcivescovo Tadeusz Kondrusiewicz
- Cardinale Kazimierz Świątek

La successione apostolica è:
- Vescovo Antoni Dziemianko (1998)
- Vescovo Kazimierz Wielikosielec, O.P. (1999)
- Vescovo Władisław Blin (1999)
- Vescovo Cyryl Klimowicz (1999)